# Myrsine integrifolia
Myrsine integrifolia är en viveväxtart som beskrevs av Elmer Drew Merrill. Myrsine integrifolia ingår i släktet Myrsine och familjen viveväxter. Inga underarter finns listade i Catalogue of Life.